# Пама (Буркіна-Фасо)
Пама (фр. Pama) - місто і міська комуна в Буркіна-Фасо, у Східної області. Адміністративний центр провінції Комп'єнга.
Розташоване в південно-східній частині країни, недалеко від кордонів з Того і Беніном, на висоті 223 м над рівнем моря .
Населення міської комуни (департаменту) Пама за даними перепису 2006 року становить 36 503 чоловіка . Населення самого міста Пама налічує за оцінними даними на 2012 рік 11 051 чоловік. Крім власне міста Пама міська комуна включає ще 14 сіл.